# 유제철
유제철(柳濟喆, 1964년 ~ )은 대한민국의 제19대 환경부 차관인 공무원이다.

## 학력
- 1983년 숭실고등학교 졸업
- 1990년 연세대학교 행정학 학사
- 1996~1998년 맨체스터 대학교 대학원 환경경제학과 석사
- 금오공과대학교 환경공학과 박사

## 경력
- 1991년 제35회 행정고시 합격
- 1992.4: 사무관
- 1998.9: 환경부 폐기물자원국 폐기물시설과 사무관
- 환경부 폐기물관리국 산업폐기물과 사무관
- 환경부 폐기물자원국 폐기물정책과 사무관
- 2001.10: 환경부 폐기물자원국 폐기물정책과 서기관
- 2003.5: 건설교통부 도시국 도시정책과 서기관 (부처 간 교류 파견)
- 2004.2~2005.3: 대통령 직속 지속가능발전위원회 갈등관리팀장
- 2005.3~2006.8: 환경부 환경정책실 화학물질안전과장
- 2006.8~2009.8: UNEP 환경정책집행국 선임 Program Officer
- 2009.9~2010.2: 대통령 직속 녹색성장위원회 녹색성장기획단 과장
- 2010.2~2010.12: 환경부 물환경정책국 유역총량과 과장
- 2010.12~2012.1: 환경부 자연보전국 자연정책과 과장
- 2012.1~2013.6: 환경부 자연순환국 자원순환정책과 과장
- 2013.6~2014.8: 환경부 국제협력관(일반직 고위공무원)
- 2014.8~2015.8: 미국 오레곤주립대 국외파견(직무훈련)
- 2015.8~2016.7: 제29대 대구지방환경청 청장
- 2016.7~2018.2: 환경부 대변인
- 2018.2~2020.1: 환경부 생활환경정책실 실장
- 2020.3~2022.5: 제5대 한국환경산업기술원 원장
- 2022.5 ~2023.7: 환경부 차관
- 2022.11~2023.7: 국가우주위원회 위원
- 2023.11~: 진&리 법률사무소 환경팀 고문
- 2024.3~: 자발적탄소시장연합회 회장